# Mike Caro
Mike „Mad Genius“ Caro (* 16. Mai 1944 in Joplin, Missouri) ist ein US-amerikanischer Pokerspieler, Pionier der Pokertheorie und Autor diverser Pokerbücher.

## Werdegang
1978 steuerte er 50 statistische Tabellen zu Doyle Brunsons Buch Super/System bei und schrieb das Kapitel über die Variante Draw Poker. Er ist ein gefragter Berater für Casinos und half bei der Entwicklung von Poker Probe, dem ersten kommerziellen PC-Programm zur Analyse von Pokersituationen. Er ist der Gründer der „Mike Caro University of Poker, Gambling and Life Strategy“, der weltweit ersten Vollzeit-Pokerschule. Der Amerikaner wurde der Chefstratege des Bicycle Club Casinos, als es 1984 eröffnet wurde. Im Jahr 1986 wurde er Geschäftsführer des Huntington Park Casino. 1992 half er mit, die World Poker Finals, das erste firmen-gesponserte Pokerturnier, im Foxwoods Resort Casino zu organisieren. In den 1990ern war er einer der wenigen Menschen, die daran glaubten, dass Onlinepoker um echtes Geld nicht nur Erfolg haben würde, sondern das „Live-Spiel“ in Casinos überflügeln würde. Des Weiteren produzierte er mehrere Videos, von denen einige auf seinen Büchern aufbauen. Er ist ehemaliger Chefredakteur des Poker Player Magazines und „Senior Editor“ des Gambling Times Magazines. 1984 präsentierte er bei der World Series of Poker „Orac“ („Caro“ rückwärts), ein Poker-spielendes Computerprogramm, das er entwickelt hatte. „Orac“ war der weltweit erste ernsthafte Versuch, einen KI-Pokerspieler zu programmieren und die meisten Poker-Profis waren überrascht, wie gut das Programm spielte. Des Weiteren setzt er sich für den Einsatz vierfarbiger Kartenspiele in Casinos und an Turnieren ein. Einen Großteil seiner Pokertheorien entwickelte Caro in Gesprächen mit John Fox und Art Sathmary.
Selbst erspielte er sich rund 175.000 US-Dollar mit Live-Turnierpoker und erzielte 7 Geldplatzierungen bei der World Series of Poker am Las Vegas Strip.

## Werke
Caro ist der Autor diverser Pokerbücher:
- The Body Language of Poker
- Bobby Baldwin’s Winning Poker Secrets
- Caro on Gambling
- Mike Caro’s Book of Poker Tells
- Caro’s Fundamental Secrets of Winning Poker
- Gambling Times Official Rules of Poker
- Gambling Times Quiz Book
- Master Hold’em and Omaha Poker
- New Poker Games
- Odds Quick and Simple
- Professional Hold’em Play by Play
- Poker at the Millennium
- Poker for Women: A Course in Destroying Male Opponents at Poker and Beyond